# Ingelheimerhof

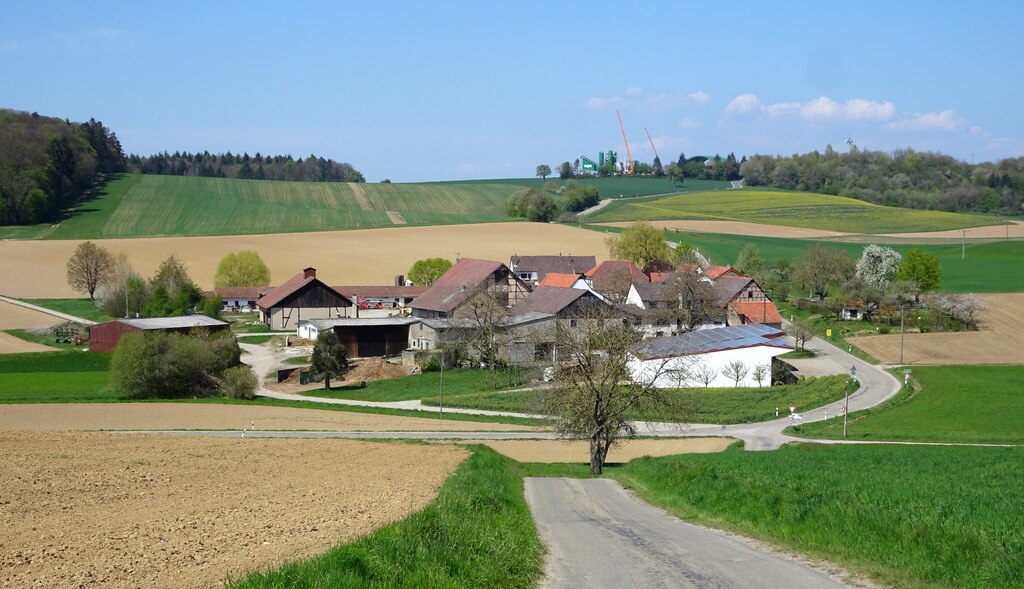
Blick auf den Ingelheimerhof (2021)

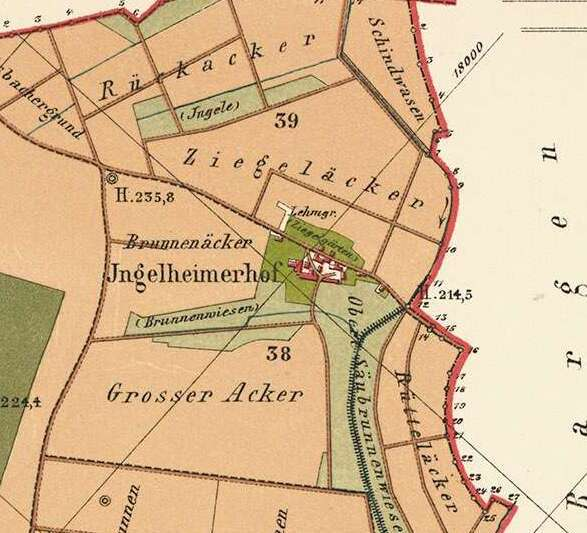
Der Ingelheimerhof auf einer Karte von 1885

Der Ingelheimerhof ist ein Weiler im Nordwesten von Baden-Württemberg. Er liegt auf dem Gebiet der Gemeinde Helmstadt-Bargen im Rhein-Neckar-Kreis.

## Geographie
Der Ingelheimerhof liegt im nördlichen Teil des Kraichgaus am Oberlauf des Busenbachs, der von hier nach Südwesten fließt, um in den Wollenbach zu münden. Die Umgebung ist flachwellig und landwirtschaftlich geprägt.

## Geschichte
Urkundlich erstmals erwähnt wurde der Ingelheimerhof 1296 als Zubehör eines Wasserschlosses der Herren von Helmstatt. Bis zur Vereinigung mit Bargen hatte der Ingelheimerhof hatte zur Gemeinde Helmstadt gehört.

## Verkehr
Durch den Ingelheimerhof verläuft die Kreisstraße 4187, die von Asbach im Norden kommt und in Flinsbach im Südwesten endet.